# Ich suche Dich
Ich suche Dich ist ein deutsches Melodram von O. W. Fischer aus dem Jahr 1956. Es beruht auf dem Bühnenstück Jupiter Laughs von A. J. Cronin aus dem Jahr 1940.

## Handlung
Im Schlosssanatorium „Gute Hoffnung“ kommt eine neue Doktorin an: Die junge, religiöse Dr. Françoise Maurer stammt aus dem Elsass und plant nach kurzer Zeit im Sanatorium nach Indochina zu gehen, um dort in einem Lazarett den Ärmsten der Armen zu helfen. Während sie von den Ärzten und der Oberschwester freundlich begrüßt wird, hat Dr. Paul Venner kaum einen Blick für sie übrig und geht lieber in sein Labor außerhalb des Sanatoriumgebäudes. Hier forscht er schon seit geraumer Zeit an dem Wirkstoff Betrazol, der abgestorbene Gehirnzellen regenerieren soll. Sein Mittel testet er mit Wissen des Chefarztes am herzschwachen Patienten Forster, einem trockenen Alkoholiker, der zur Freude seiner Frau deutliche geistige Fortschritte macht.
Der Zyniker Paul hat neben seinem Kaninchen, das er im Labor hält, nur einen Vertrauten: den alten Dr. Drews, den er Papa nennt und der sich als einziger immer wieder auf seine Seite stellt. Der Chefarzt unterstützt zwar seine Arbeit, versteht sich jedoch menschlich nicht mit ihm – seine Frau Gaby hat zudem ein heimliches Verhältnis mit Paul. Die Oberschwester Fanny wiederum hasst Paul, da er „ihren“ Pavillon in sein Labor verwandelt hat. Françoise stellt sich auf die Seite von Paul, auch wenn er ihre religiöse Überzeugung lächerlich macht. Bald erkennt er seinen grundlosen Zynismus ihr gegenüber und entschuldigt sich für sein Verhalten.
Beide werden ein Paar und verbringen viel Zeit miteinander, in der Paul jedoch auch immer weiter am Betrazol arbeitet. Pünktlich zu Weihnachten hat Paul den Wirkstoff vollständig erforscht und seine schriftliche Arbeit zum Stoff fertiggestellt. Abschicken will er den Text noch nicht, da die Post über die Weihnachtstage nicht arbeitet, und lagert ihn im Pavillon. Sein Patient Forster macht weiter Fortschritte, auch wenn er sich nicht an das von Paul auferlegte Alkoholverbot hält. Nur Françoises Freude ist getrübt, ahnt sie doch, dass der nun erfolgreiche Paul sie nie nach Indochina begleiten würde. Paul beendet unterdessen mit klaren Worten die Affäre mit Gaby.
Die von Chefarzt Brugg ausgerichtete weihnachtliche Bescherung beginnt – Françoise schenkt Paul das Neue Testament –, als plötzlich eine Krankenschwester den Tod von Forster verkündet. An seinem Bett findet Paul eine leere Bierflasche und ahnt, dass der Tod auf Forsters Herzschwäche zurückzuführen ist. Da Paul ihm jedoch noch am Morgen Betrazol verabreicht hat, argwöhnt Chefarzt Brugg, dass das Mittel etwas mit dem Tod des Patienten zu tun hat. Er stellt sich offen gegen Paul, behauptet, dass dieser heimlich mit Betrazol experimentiert und damit den Tod Forsters verschuldet habe, und setzt eine Untersuchungskommission an. Da er Paul zudem die Obduktion der Leiche verbietet, nimmt Paul diese gemeinsam mit Dr. Drews vor – er will anhand von Gehirnschnitten den Nachweis bringen, dass Betrazol wirkt. Das Angebot Françoises, mit ihr nach Indochina zu kommen, lehnt Paul ab: „Dich hat die Bibel erzogen, Françoise, und mich das Leben“, hält er ihr entgegen und sie bricht in Tränen aus.
Françoise setzt ihr Entlassungsgesuch auf, da sie in vier Wochen nach Indochina gehen wird. Als Paul lacht, wirft sie ihm vor, sie eigentlich nicht zu brauchen. Er gesteht ihr seine Liebe und sie bittet sich Bedenkzeit bis zum Abend aus. Die Untersuchungen lassen Paul unterdessen zunächst schuldig erscheinen. Gaby bietet ihm nachmittags an auszusagen, dass ihr Ehemann Brugg von der Betrazol-Gabe gewusst habe. Sie hofft, mit dem Verrat an Brugg die Beziehung zu Paul weiterführen zu können, doch der schlägt sie ins Gesicht. Außer sich fährt Gaby zum Pavillon und schleudert Pauls Abhandlung über Betrazol in die Chemikalien. Anschließend zündet sie sich eine Zigarette an, wirft diese jedoch fort, als sie Françoise kommen sieht. Die Glut entfacht die Chemikalienlache und die darin liegende Abhandlung. Françoise holt das Buch aus den Flammen. Als sie erneut in den Pavillon läuft, um Pauls Kaninchen zu retten, kommt sie in den Flammen um.
Paul hatte die sterbende Françoise noch in seinen Armen gehalten und in diesen Minuten erkannt, dass ihr Leben das richtige und seines das falsche war. Er hat in der Zwischenzeit seinen Betrazol-Aufsatz eingereicht und seine Erkenntnisse werden in der Fachwelt gefeiert. Auch der Tod Forsters war auf dessen Herzschwäche und nicht das Betrazol zurückzuführen. Dennoch packt Paul seine Sachen, darunter das Neue Testament, das er von Françoise erhalten hat, und begibt sich anstelle seiner toten Freundin nach Indochina, wo er ihren Geist wiederzufinden hofft. An Gott kann er zwar noch immer nicht glauben, wünscht sich jedoch, er könnte es.

## Produktion
Ich suche Dich wurde vom 11. Januar 1955 bis zum 22. Dezember 1955 auf Schloss Seeleiten in Seehausen am Staffelsee bei Murnau in Oberbayern gedreht. Die Atelier-Aufnahmen entstanden in den Bavaria-Filmstudios in Geiselgasteig bei München.
Der Film erlebte am 24. Februar 1956 Theater am Aegi in Hannover seine Premiere.
Die Filmmusik von Hans-Martin Majewski wurde vom Symphonie-Orchester Graunke eingespielt, der Solist am Klavier war Julian von Károlyi.

## Kritik
Der Film hatte an den Kinokassen nur mäßigen Erfolg und wurde von der Kritik zu Teil heftig verrissen.
Der Spiegel befand 1956, dass der Film „geschickt und wirkungsvoll auf den Star O. W. Fischer zugeschnitten“ sei, kritisierte jedoch „die etwas penetrante Moral, die den Arzt vom selbstherrlichen Erkennen zum Glauben oder doch Glaubenwollen zurückführt“. Dies werde „in verhältnismäßig gescheiten, trockenen Dialogen entwickelt. Es gibt einige Liebesszenen voll Zartheit, dazwischen aber viel Klischee und Karikatur und – wie oft im deutschen Film – ein Übermaß an pathetischer Begleitmusik.“
Der katholische film-dienst kritisierte Ich suche Dich 1956:

„Vier Drehbuchautoren haben sich verzweifelt um dieses ausschweifende Seelengemälde bemüht. […] O. W. Fischer […] hat als sein eigener Regisseur offenbar nur für sich selbst Interesse gehabt. […] Der Film ‚Ich suche Dich‘ ist unter seiner gepflegten Oberfläche nicht viel mehr als ein Monolog des Herrn Fischer, der partout Tiefsinnigkeit vortäuschen will. Alle Effekte werden nur für ihn, den Star mit unglaubwürdigen Seelenanwandlungen, zitiert. […] Man kann diesen Wust aus unverdauten Gedanken und gespielten Gefühlen bei distanzierterer Betrachtung schwerlich ernst nehmen. Und was die religiöse Seite des Ganzen angeht: es werden hauptsächlich große Worte gemacht, die in solch oberflächlicher Zusammensetzung die Leere des Films noch unterstreichen.“

Das 1990 vom film-dienst herausgegebene Lexikon des Internationalen Films schreibt, dass O. W. Fischer im Film „vor allem sich selbst [inszeniere] und … die Gelegenheit [nutze], seine diffuse Lebensphilosophie in die melodramatische Story einzubauen.“
Cinema nannte den Film „sentimental“.

## Auszeichnungen
O. W. Fischer gewann 1957 beim Festival Internacional de Cine de Donostia-San Sebastián für Ich suche Dich die Silberne Muschel. Zudem erhielt der Film auf diesem Festival den erstmals vergebenen OCIC Award, seit 2001 SIGNIS Award, der International Catholic Organization for Cinema and Audiovisual (OCIC).